# Геморагічні діатези
Геморагічні діатези - стани, які супроводжуються підвищеною кровоточивістю.
Нормальне згортання крові можливе лише при незмінених судинах, достатній кількості функціонально повноцінних тромбоцитів, певній сукупності у крові факторів згортаючої та протизгортаючої систем. У зв'язку з цим первинні геморагічні діатези можна поділити на три групи.
- У першу групу входять хвороби, в основі яких лежить порушення згортаючих властивостей крові - коагулопатії: гемофілія, недостатність вітаміну К (наприклад, при печінкової патології), передозування антикоагулянтів.
- До другої групи належать стани, пов'язані зі зменшенням числа тромбоцитів - тромбоцитопенії: хвороба Верльгофа (ідіопатична тромбоцитопенічна пурпура), бензольна інтоксикація, аплазія кісткового мозку, - або порушення їхньої функції (тромбоцитопатії).
- До третьої групи відносяться хвороби, пов'язані з порушеннями судинної стінки - вазопатії: геморагічний васкуліт (капіляротоксикоз, хвороба Шенлейна-Геноха), спадкова геморагічна телеангіектазія (хвороба Рандю-Ослера)

Усі геморагічні діатези за етіологією та патогенезом поділяються на первинні (ідіопатичні) та вторинні (симптоматичні).

## Етіологія
Тромбоцитопенія виникає внаслідок порушення утворення мегакаріоцитів і тромбоцитів у кістковому мозку, підвищеного витрачання і розпаду їх у крові, функціональної неповноцінності тромбоцитів, руйнування їх антитілами, при різних інфекціях, інтоксикаціях, зокрема мікотоксикозах.

## Патогенез
Дефіцит тромбоцитів супроводжується порушенням прилипання до пошкодженої поверхні й склеювання між собою кров'яних пластинок, що знаходяться в основі утворення тромбу, і забезпечує припинення кровотечі. Не відбувається своєчасного вивільнення речовин, які беруть участь у зсіданні крові й викликають спазм пошкоджених судин. Порушення зсідання крові та збільшення проникності судин призводять до крововиливів.

## Клінічні прояви
- Підвищена кровоточивість, схільність до повторних кровотеч і крововиливів, самовільних або після незначних травм. Поява синців, петехій, кровотеч (носових, маткових, легеневих та ін.).
- Гарячка, зниження маси тіла, слабкість
- Сімейний характер кровоточивості - характерний симптом при тромбоцитопеніях. Шкірні висипи після грипу або інфекції вказують на можливість імунної форми тромбоцитопенічної пурпури.
- Анемічний синдром: блідість шкіри і слизових оболонок. При аускультації серця - систолічний шум над усіма точками. Ураження суглобів, набряки, біль, гемартрози (гемофілія, геморагічний васкуліт).
- Ураження внутрішнії органів: нирковий та абдомінальний синдроми (макрогематурії, мелена).

| Типи кровоточивості               | Особливості                                                       | При якому захворюванні характерні                                        |
| --------------------------------- | ----------------------------------------------------------------- | ------------------------------------------------------------------------ |
| Гематомний                        | Масивні глибокі крововиливи через декілька днів після макротравми | Гемофілії                                                                |
| Петехіально-плямистий (синцевий): | Поверхневі крововиливи в шкіру і слизові                          | Тромбоцитопенічна пурпура, тромбоастенія Глянцмана, інші тромбоцитопатії |
| Змішаний синцево-гематомний       | Петехії                                                           | Хвороба Віллебранда, гемофілія А та ін.                                  |
| Васкулітно-пурпурний              | Симетричний ескудативно-геморагічний висип, свербіж шкіри         | Геморагічний васкуліт                                                    |
| Ангіоматозний                     | Гемангіоектазії                                                   | Телеангіоектазії Рандю-Ослера                                            |